# Палестински национален договор
Палестинският национален договор (на арабски ал-Митак ал-Уатани ал-Филастини) е уставът или конституцията на Организацията за освобождение на Палестина (ООП). Приет е по времето, когато ООП е създадена (1964), а през 1968, непосредствено след Шестдневната война, в него са внесени значителни поправки. Палестинският национален договор може да бъде изменен само при наличието на подкрепа от 2/3 от Националния конгрес на ООП на специално заседание, свикано за целта.